# Souls of Black
Souls of Black (engl. für „Schwarze Seelen“) ist das vierte Studioalbum der US-amerikanischen Thrash-Metal-Band Testament. Es erschien im Oktober 1990 bei Megaforce Records. Das Album war streckenweise melodischer als sein Vorgänger. Es wurde von den Rezensenten kontrovers aufgenommen. Mit The Legacy enthielt es eine Ballade, die ursprünglich bereits zu Zeiten des gleichnamigen Albums entstand.

## Entstehungsgeschichte
Nach den Touraktivitäten Anfang 1990 gingen Testament ins Studio, um Souls of Black aufzunehmen. Die Platte wurde aufgrund des enggesteckten Tourzeitplans in nur vier Wochen geschrieben und binnen sechs Wochen aufgenommen. Diesmal war Michael Rosen, der bereits als Assistent bei Practice What You Preach tätig war, der Produzent. Kurz vor der Veröffentlichung, die ursprünglich bereits für Mitte September 1990 angekündigt war, dann aber Anfang Oktober – am selben Tag wie Slayers Seasons in the Abyss – stattfand, konnten Testament beim europäischen Teil der Clash-of-the-Titans-Tour mit Slayer, Megadeth und Suicidal Tendencies auftreten. Auch bekamen Testament gemeinsam mit Megadeth die Chance, auf Judas Priests Painkiller-US-Tour aufzuspringen. Am 1. Oktober 1990 kam auch das mit Regisseur Mark Rezyka gedrehte zugehörige Musikvideo des Titelstücks heraus. Auch für The Legacy wurde ein Video gedreht. Obwohl Souls of Black sich in einigen Ländern in den Charts platzieren konnte, blieb die Platte doch insgesamt kommerziell hinter den Erwartungen zurück. 1993 sagte Chuck Billy, er würde den „Release“ „gern rückgängig machen“. Die Aufnahmen hätten „viel zu überhastet“ stattgefunden, da die Plattenfirma für die Clash-of-the-Titans-Tour auf ein neues Album gedrängt hätte. Er möge das Album „heute wirklich nicht mehr.“

## Rezeption
Bei der Bewertung von Souls of Black gehen die Meinungen der Rezensenten auseinander. Michael Rensen schrieb damals im Rock Hard, mit dem Album befände sich die Band „in trüberen Gewässern“, das Album sei zu „gleichförmig“, es fehle ein „Feeling-Hit“ wie The Ballad. Rensen vergab 6,5 von zehn Punkten. Demgegenüber war für Andrea Nieradzik im Metal Hammer die Ballade The Legacy „ein kleiner Überflieger, was langsame und gefühlvolle Songs betrifft“. Sie bezeichnete den Versuch Testaments „Härte, Power, Musikalität und Melodie in Einklang zu bringen“ als „gelungen“ und gab der Platte sechs von sieben möglichen Punkten.
Auch unter späteren Betrachtern gibt es dieses Meinungsspektrum. Alex Henderson von allmusic sah Souls of Black als nicht von derselben Klasse wie The New Order an, gleichwohl immer noch als eine „willkommene Ergänzung von Testaments generell lohnendem Katalog“. Das Album wurde hier mit zweieinhalb von fünf Sternen bewertet. Dennoch gibt es auch Kritiker, die das Album als „bestes Album der Band“ und „eines der wichtigsten Alben des Thrash Metal“ bezeichnen.

## Titelliste
1. Beginning of the End – 0:36 (Intro, Musik: Peterson)
2. Face in the Sky – 3:53 (Musik: Peterson, Skolnick. Text: Billy)
3. Falling Fast – 4:05 (Musik: Peterson, Clemente. Text: Billy)
4. Souls of Black – 3:22 (Musik: Peterson, Skolnick, Clemente. Text: Billy)
5. Absence of Light – 3:55 (Musik: Peterson, Billy. Text: Billy, Skolnick)
6. Love to Hate – 3:40 (Musik: Peterson, Skolnick. Text: Peterson, Clemente & Billy)
7. Malpractice – 4:43 (Musik: Skolnick, Peterson. Text: Skolnick, Billy)
8. One Man’s Fate – 4:49 (Musik: Peterson, Clemente. Text: Billy)
9. The Legacy – 5:30 (Musik: Peterson, Clemente, Skolnick. Text: Skolnick, Billy, Peterson)
10. Seven Days of May – 4:41 (Musik: Peterson, Skolnick. Text: Skolnick, Billy)

Alle Gesangsmelodien stammen von Chuck Billy. Alle Lieder wurden von Testament arrangiert.

## Seen Between the Lines
1991 wurde ein VHS-Video, das u. a. Live-Aufnahmen enthielt, unter dem Titel Seen Between the Lines veröffentlicht. Es erhielt das von William Benson gestaltete Coverartwork von Souls of Black. 2005 wurde es als remasterte DVD wiederveröffentlicht. Kritisiert wurde dennoch die Bild- und Tonqualität.

## Weiterverwendung
Eine überarbeitete Version des Stücks Souls of Black ist im Videospiel Rock Band 2 enthalten.